# José Luis Cantero

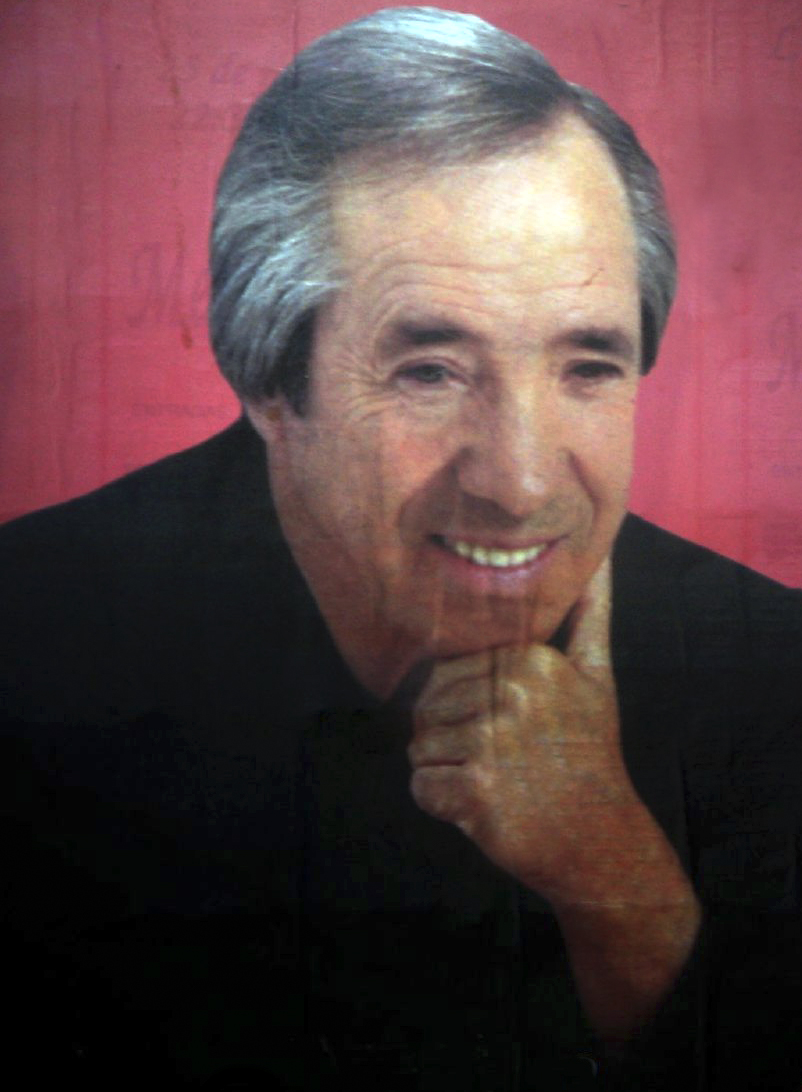
José Luis Cantero

José Luis Cantero, bekannt als El Fary, (* 20. August 1937 in Madrid; † 19. Juni 2007 ebenda) war ein spanischer Sänger.

## Werdegang
Cantero wuchs in einer armen Familie im Viertel um die Stierkampfarena Las Ventas auf. Mit 13 Jahren fing Cantero an in einer Bar zu arbeiten. Später war er Lieferbote für einen Obstladen und arbeitete mit seinem Bruder als Gärtner. Erst während des Wehrdienstes lernte er lesen und schreiben. Zu dessen Ende machte er den Führerschein und arbeitete sieben Jahre lang als Taxifahrer.
Mit dem Geld, das er sparte, zusammen mit dem, was ihm eine neu geöffnete Bar einbrachte, kam er für seine Alben auf, die er noch persönlich auf dem als Rastro bekannten Trödelmarkt von Madrid verkaufte. 
Sein Künstlername war eine Anspielung auf den von ihm verehrten spanischen Sänger Rafael Farina (* 2. Juni 1923 in Martinamor; † 21. November 1995 in Madrid), den er in jungen Jahren häufig imitiert hatte – weswegen man ihn anfangs auch Farina de las Ventas nannte.
Der erste Erfolg gelang ihm Mitte der 1980er Jahre mit dem Song El torito guapo. In der zweiten Hälfte der 1990er Jahre war er am Höhepunkt seiner Karriere angelangt, mit der Hauptrolle in der Fernsehserie Menudo es mi padre (1996 bis 1998 auf Antena 3), in der er sich selbst als Taxifahrer spielte, und 1998 mit dem Song Apatrullando la ciudad, der als Beitrag zum Soundtrack des Kassenschlagers Torrente: El brazo tonto de la ley ebenso erfolgreich wurde, wie der auch in Deutschland unter dem Titel Torrente – Der dumme Arm des Gesetzes vertriebene Film.
El Fary hat im Laufe seines Lebens mehr als 200 Lieder geschrieben, über 30 Alben veröffentlicht und war Förderer junger Künstler. Eine seiner Entdeckungen war die zu diesem Zeitpunkt erst neunjährige Melodía Ruiz, von deren Talent er so überzeugt war, dass er sie sofort für mehrere Monate künstlerisch betreute, und die bereits kurz danach unter ihrem Künstlernamen Melody erste internationale Erfolge feiern konnte.
Der „König des Rumba-Pop“ starb am 19. Juni 2007 im Alter von 69 Jahren an Lungenkrebs.

## Diskografie (Auswahl)
Alben
- Ritmo caló (1975, Belter)
- Soy gitanito (1977, Movieplay)
- Camino de la gloria (1978, Movieplay)
- Yo me estoy enamorando (1979, Movieplay)
- Canela y limón (1980, Movieplay)
- Vengo a ti (1981, Movieplay)
- Amante de la noche (1982, Ariola, ES: Platin)
- Amor secreto (1983, Ariola, ES: Platin)
- Como un gigante (1984, Ariola, ES: Gold)
- Rompecorazones (1985, Ariola)
- Un paso más (1986, Ariola, ES: Gold)
- Grandes éxitos (1986, Ariola)
- Va por ellos (1987, Ariola)
- A mi son (1988, Ariola)
- Enamorando (1989, Zafiro)
- Dedícame una hora (1990, Zafiro, ES: Gold)
- Tu piel (1991, Zafiro, ES: Gold)
- Tomillo, romero y jara (1992, Zafiro)
- Mujer de seda (1993, Horus)
- Tumbalero (1995, Horus)
- Menudo es el Fary (1996, BMG-Ariola)
- Calle Calvario (1999, Zafiro)
- Sin trampa ni cartón (2000, Carabirubi)
- Ese Fary!! (2003, Muxxic)
- Los grandes éxitos de El Fary - Media Verónica (2007)

Singles
- Paloma Que Pierde El Vuelo (1982, ES: Gold)

## Auszeichnungen für Musikverkäufe
| Land/RegionAuszeichnungen für Musikverkäufe (Land/Region, Auszeichnungen, Verkäufe, Quellen) | Gold     | Platin     | Verkäufe | Quellen                          |
| -------------------------------------------------------------------------------------------- | -------- | ---------- | -------- | -------------------------------- |
| Spanien (Promusicae)                                                                         | 5× Gold5 | 2× Platin2 | 450.000  | Salaverri: Solo éxitos 1959-2002 |
| Insgesamt                                                                                    | 5× Gold5 | 2× Platin2 |          |                                  |